# Calamagrostis czerepanovii
Calamagrostis czerepanovii är en gräsart som beskrevs av Husseinov. Calamagrostis czerepanovii ingår i släktet rör, och familjen gräs. Inga underarter finns listade i Catalogue of Life.